# Ученик чародея (симфоническая поэма)
«Ученик чародея» (фр. L'Apprenti sorcier) — симфоническая поэма Поля Дюка, с авторским подзаголовком «Скерцо по мотивам баллады Гёте» (фр. Scherzo d'après une ballade de Goethe). Поэма сочинена в 1897 году, впервые исполнена 18 мая того же года в концертной программе Национального музыкального общества (дирижировал автор). Сочинение Дюка относится к программной музыке и близко следует сюжету одноимённого стихотворения Иоганна Вольфганга Гёте.
Пьеса Дюка, как отмечалось в музыковедении, «при всей оригинальности художественного замысла и оркестрового мастерства, несомненно примыкает к симфоническим поэмам Листа („Мазепа“), Сен-Санса („Прялка Омфалы“, „Фаэтон“), Штрауса („Тиль Уленшпигель“)». Ю. А. Кремлёв также полагал, что, несмотря на отдельные сближения с музыкальными открытиями Клода Дебюсси, «существо тематизма, гармоний, ритмов и оркестровки Дюка скорее развивает заветы Бизе, Сен-Санса, Берлиоза, отличаясь вдобавок большой резкостью, а то и графичностью контуров». «Склонность к более классичной и строгой музыкальной разработке» сравнительно с импрессионизмом отмечал и М. С. Друскин. Высоко оценил пьесу Дюка, согласно воспоминаниям мемуариста, Н. А. Римский-Корсаков, заметивший, что «по оркестровке он, кажется, всех нас заткнул за пояс, и, к удивлению, эта музыка сравнительно без чепухи».
«Ученик чародея» стал самым популярным произведением Дюка, был переложен для фортепиано Виктором Стаубом и Люсьеном Гарбаном, для духового оркестра М. Х. Хиндсли. Балет на музыку «Ученика чародея» поставил в 1916 году Михаил Фокин; по воспоминаниям Фокина, в этой работе он впервые использовал вращающуюся сцену, при этом «сцена заполнялась водой (воду изображали танцовщики); вода старалась поглотить ученика чародея, однако затем, когда появлялся сам чародей, вода отступала». Однако наиболее широкую известность принесло музыке Дюка использование в музыкальном анимационном фильме «Фантазия» (1940), один из эпизодов которого строится на стихотворении Гёте. Осуществлённая для этого фильма запись пьесы под управлением Леопольда Стоковского, выполненная на высшем для того времени техническом уровне, остаётся одной из наиболее признанных. Записали пьесу Дюка также Игорь Маркевич, Евгений Светланов и другие выдающиеся дирижёры.